# إدارة السجلات
إدارة السجلات (بالإنجليزية: Records management)‏، والمعروفة أيضًا باسم إدارة السجلات والمعلومات، هي وظيفة تنظيمية مكرسة لإدارة المعلومات في منظمة طوال دورة حياتها، من وقت إنشائها وحتى إحلالها. ويشمل ذلك تحديد السجلات أو تصنيفها أو تخزينها أو تأمينها أو استردادها أو تتبعها أو إتلافها أو الاحتفاظ بها بشكل دائم. يحدد المعيار ISO 15489-1: 2001 ("ISO 15489-1: 2001") إدارة السجلات باسم «مجال الإدارة المسؤول عن التحكم الفعال والمنهجي في إنشاء السجلات واستلامها وصيانتها واستخدامها والتصرف فيها، بما في ذلك عمليات الالتقاط والحفاظ على أدلة ومعلومات حول الأنشطة التجارية والمعاملات في شكل سجلات».
تحافظ سجلات المنظمة على جوانب الذاكرة المؤسسية. عند تحديد مدة الاحتفاظ بالسجلات، تكون قدرتها على إعادة الاستخدام مهمة. يتم الاحتفاظ بالكثير من الأدلة كدليل على الأنشطة والمعاملات والقرارات. إن الغرض من إدارة السجلات هو جزء من الوظيفة الأوسع نطاقاً للمنظمة وهي إدارة الحكم وإدارة المخاطر والامتثال، وهو يهتم في المقام الأول بإدارة الأدلة الخاصة بأنشطة إحدى المنظمات فضلاً عن تقليل أو تخفيف المخاطر المرتبطة بها.